# Hello (THYMEの曲)
「Hello」（ハロー）は、THYMEのメジャーデビュー曲。

## 概要
- ジェネオンエンタテインメントより2007年9月5日にリリース。
- 価格は1,050円、品番はGNCL-0023。

## 収録曲
1. Hello
作詞：thyme／作曲：清水哲平／編曲：清水哲平・星野孝文
日本テレビ系『音楽戦士 MUSIC FIGHTER』9月のパワープレイ
CBCラジオ『さゆりんの音楽楽園』エンディングテーマ
CBCラジオ『さゆりんの音楽楽園＋』エンディングテーマ
2. Drive
作詞：thyme／作曲・編曲：清水哲平
3. Hello (Instrumental)
4. Drive (Instrumental)